# Jefferson (nome)
Jefferson  è un nome proprio di persona inglese maschile.

## Origine e diffusione
Si tratta di una ripresa del cognome inglese Jefferson, che vuol dire "figlio di Jeffrey/Geoffrey". In passato il nome, specialmente negli Stati Uniti, era spesso dato in onore di Thomas Jefferson, il terzo presidente USA, che è considerato l'autore principale della dichiarazione d'indipendenza; questo fu il caso ad esempio per il confederato Jefferson Davis. 

## Onomastico
Il nome è adespota, ossia privo di santo patrono; l'onomastico può essere festeggiato eventualmente il 1º novembre, festa di Ognissanti.

## Persone

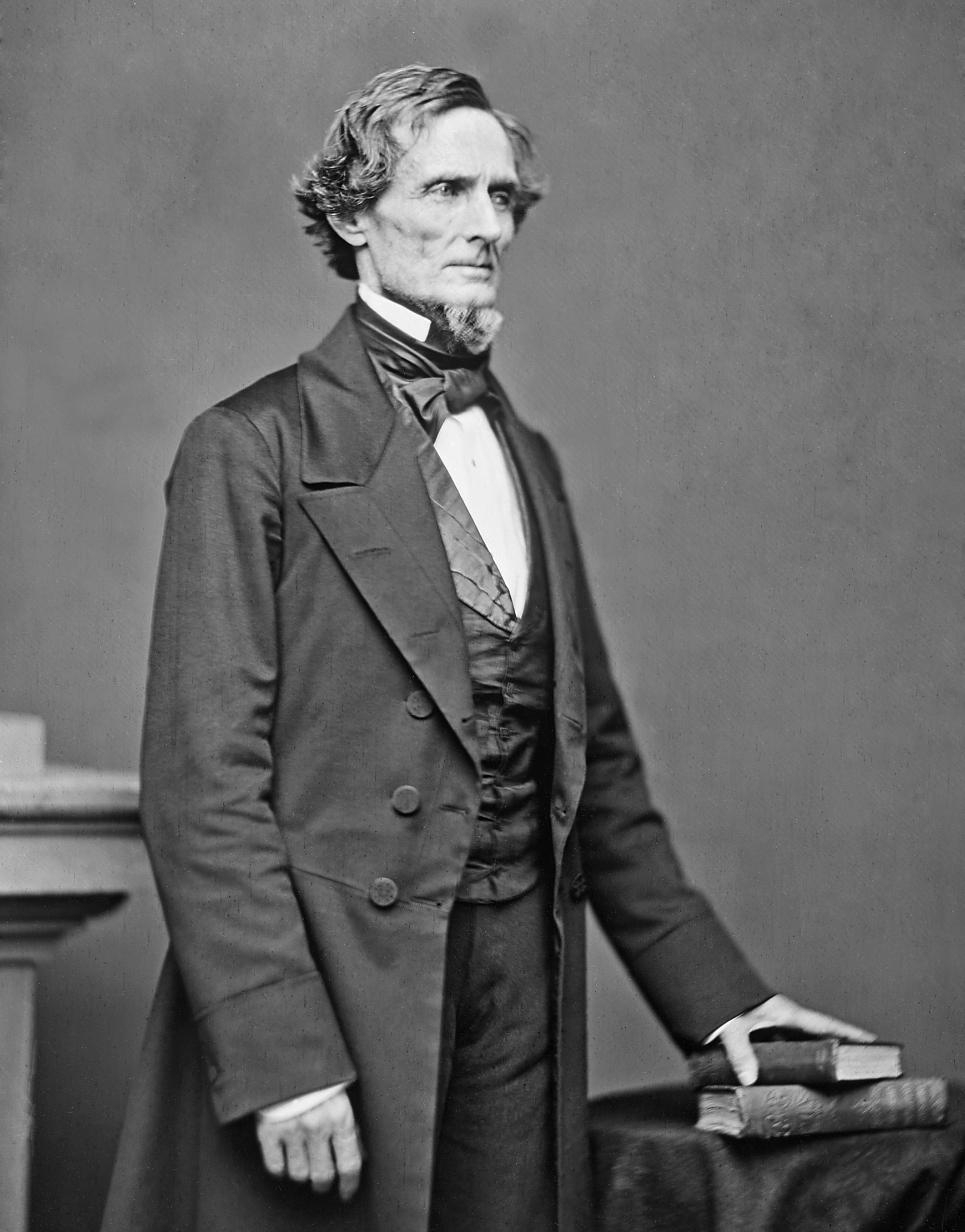
Jefferson Davis

- Jefferson Andrade Siqueira, calciatore brasiliano
- Jefferson Bellaguarda, giocatore di beach volley brasiliano naturalizzato svizzero
- Jefferson Cuero, calciatore colombiano
- Jefferson Davis, politico e militare statunitense
- Jefferson Columbus Davis, generale statunitense
- Jefferson Farfán, calciatore peruviano
- Jefferson Hall, attore britannico
- Jefferson Lerma, calciatore colombiano
- Jefferson Mays, attore statunitense
- Jefferson Poirot, rugbista a 15 francese
- Jefferson Pérez, marciatore ecuadoriano
- Jefferson Thomas, attivista statunitense

## Il nome nelle arti
- Jefferson D'Arcy è un personaggio della serie televisiva Sposati... con figli.
- Jefferson Pierce (Fulmine Nero) è un personaggio dei fumetti DC Comics.
- Jefferson Smith è il protagonista del film del 1939 Mr. Smith va a Washington, diretto da Frank Capra.
- Jefferson Trueblood è un personaggio della serie animata Roswell Conspiracies.